# Chiesa di San Michele Arcangelo (Bagnoli di Sopra)
La chiesa di San Michele Arcangelo è la parrocchiale di Bagnoli di Sopra, in provincia e diocesi di Padova; fa parte del vicariato del Conselvano.

## Storia

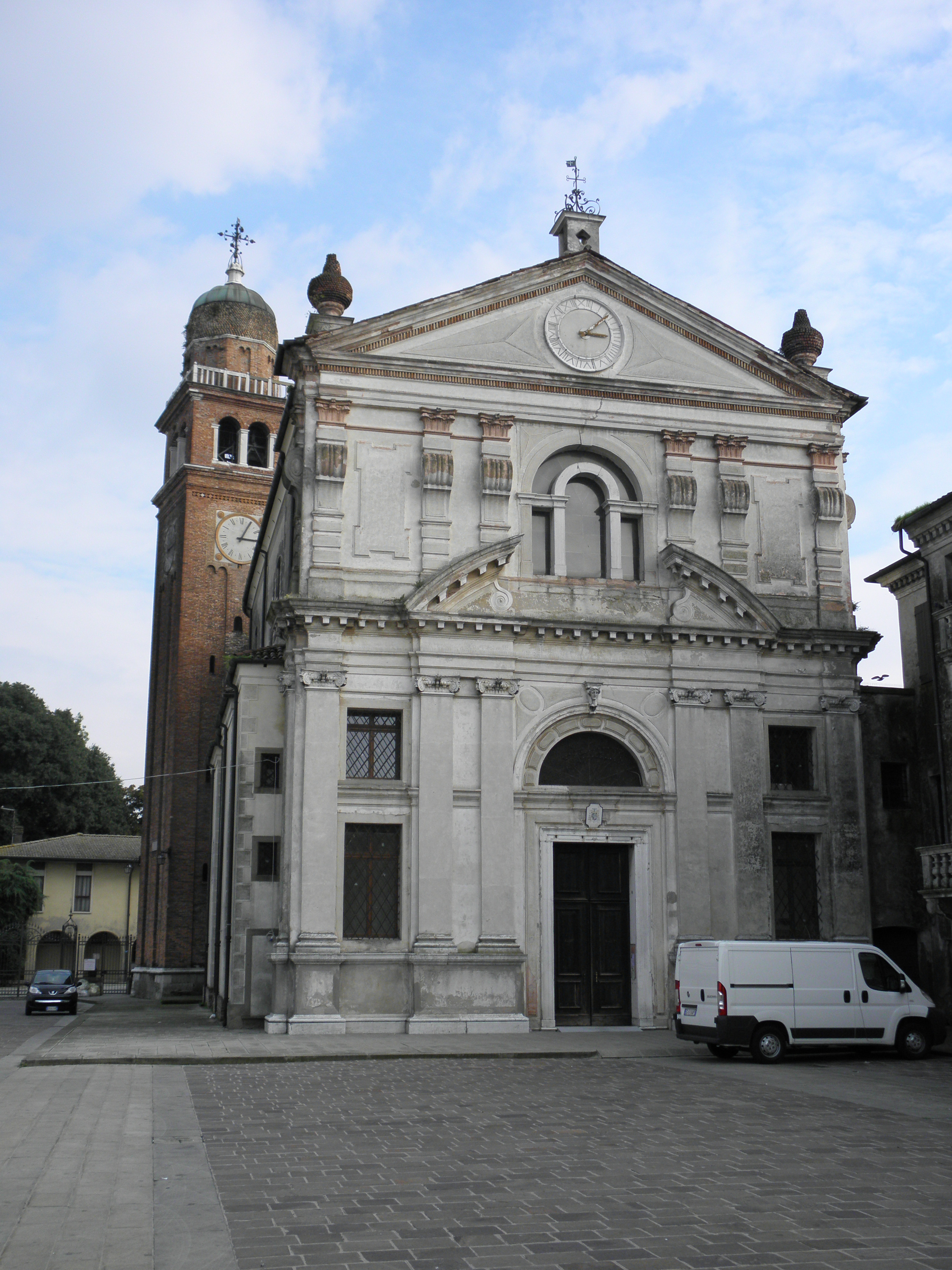
La chiesa ed il campanile

Già nel documento del 954, con il quale il marchese Almerico cedeva al monastero benedettino i territori del Bagnolese, era citata la chiesa con il nome di Capela Sanctae Mariae et Sancti Michaelis arcangeli. Accanto ad essa i monaci fecero costruire un piccolo monastero.
La chiesa conservò le sue forme originarie fino al 1424, anno in cui tutti i beni del territorio di Bagnoli passarono sotto il controllo dei monaci della Congregazione di Santo Spirito. Nel 1425, sotto la guida del priore Andrea Bondumier, la cappella venne ampliata e ristrutturata: il risultato fu una nuova chiesa, diversa dalla precedente, di cui oggi si conserva intatto solo il presbiterio. L'edificio era formato dal presbiterio e da un'unica navata che riceveva luce da due finestre del muro orientale e da un rosone della facciata. All'interno era divisa in due settori, anteriore e posteriore, da un muretto costruito trasversalmente nella zona centrale. Nei due settori assistevano alle celebrazioni separatamente uomini e donne.
Nel 1481 i monaci si resero conto che le dimensioni di questa chiesa erano inadeguate ad accogliere tutti i fedeli e i monaci che vivevano nel monastero. Decisero quindi di costruire una nuova chiesa più grande: iniziarono ad intraprendere il loro progetto nel 1507 con la realizzazione del campanile. Il campanile, tuttora esistente, era molto più grande della chiesa e risultava per questo motivo del tutto sproporzionato. L'idea di costruire la nuova chiesa venne presto abbandonata a causa della guerra della Lega di Cambrai che arrecò al monastero di Santo Spirito, e di conseguenza all'intero paese, ingenti danni.
Fu solo dopo la cessione della tenuta di Bagnoli alla famiglia Widmann e a quella dei Nave che fu possibile la costruzione di una nuova chiesa. L'antica chiesa venne demolita nel 1662 per far posto all'attuale parrocchiale, costruita tra il 1662 e il 1674 e consacrata nel 1676.
L'edificio, composto da una grande navata rettangolare curvata agli angoli, venne realizzato attraverso linee piuttosto sobrie. Si ritiene che la sua creazione sia opera di un artista appartenente alla cerchia del Longhena: l'ingegnere e architetto mantovano Alfonso Moscatelli.